# مدیسون لینتس
مدیسون لینتس (انگلیسی: Madison Lintz؛ زادهٔ ۱۱ مهٔ ۱۹۹۹) هنرپیشه اهل ایالات متحده آمریکا است. وی از سال ۲۰۰۷ میلادی تاکنون مشغول فعالیت بوده‌است.
از فیلم‌ها یا برنامه‌های تلویزیونی که وی در آن نقش داشته‌است می‌توان به مردگان متحرک اشاره کرد.